# Betreuungsbehördengesetz
Das Betreuungsbehördengesetz war in Deutschland Bestandteil des am 1. Januar 1992 in Kraft getretenen Betreuungsgesetzes, im Rahmen dessen die Vormundschaft (für Volljährige) und Gebrechlichkeitspflegschaft durch die Betreuung ersetzt wurden. Es installierte eine neue Fachbehörde anstelle des zuvor auch für Erwachsene zuständigen Jugendamtes.
Es wird mit Wirkung vom 1. Januar 2023 durch das Betreuungsorganisationsgesetz ersetzt.

## Grundzüge
- § 1 – Bildung von Betreuungsbehörden (lt. Landesrecht überwiegend Landkreise und kreisfreie Städte)
- § 2 – zusätzliche Behörden (Landesermächtigungsklausel, in den meisten Ländern als überörtliche Betreuungsbehörden errichtet)
- § 3 – örtliche Zuständigkeit (gewöhnlicher Aufenthalt des Betroffenen)
- § 4 – Beratungs- und Unterstützungspflicht der Behörde gegenüber Betreuern und Bevollmächtigten; Hilfestellung bei Betreuungsplan
- § 5 – Bereitstellung von Informations- und Aufklärungsmöglichkeiten zu Vorsorgevollmachten und Betreuungsverfügungen
- § 6 – allgemeine Förderungspflicht, Beglaubigung von Unterschriften und Handzeichen unter Vorsorgevollmachten und Betreuungsverfügungen
- § 7 – Mitteilungsrechte gegenüber dem Vormundschaftsgericht – Datenschutz
- § 8 – Allgemeine Unterstützungspflicht ggü. dem Vormundschaftsgericht, Sachverhaltsaufklärung, Benennung geeigneter Betreuer und Verfahrenspfleger
- § 9 – sonstige Aufgaben der Betreuungsbehörde (nach BGB, FGG, VBVG, Landesrecht)
- § 10 – Berlin-Klausel (gegenstandslos)

Das Betreuungsbehördengesetz ist kein Bestandteil des Sozialgesetzbuches, obwohl die Aufgaben denen des Jugendamtes nach dem Achten Buch Sozialgesetzbuch (SGB VIII) ähnlich sind. Daher gelten für die Betreuungsbehörde ergänzend die Verwaltungsverfahrensgesetze und Datenschutzgesetze der Bundesländer, nicht aber das Zehnte Buch Sozialgesetzbuch (SGB X).